# Costa Azul (Canelones)
Costa Azul es un balneario uruguayo del departamento de Canelones. Es un importante centro estival destinado fundamentalmente al turismo interno, con capacidad de albergar hasta 10 veces su población permanente.

## Ubicación
Se encuentra ubicado al sur del departamento de Canelones, sobre las costas del Río de la Plata, a sólo 55 km de Montevideo, la capital del país, y a menos de 40 km del Aeropuerto Internacional de Carrasco. Se accede muy fácilmente desde la capital o desde el Aeropuerto a través de la ruta Interbalnearia.
Limita al oeste con el balneario La Floresta, separados por el arroyo Sarandí, y al este con el balneario Bello Horizonte. Costa Azul es parte de la larga sucesión de 26 balnearios que componen la denominada Costa de Oro del departamento de Canelones.

## Historia

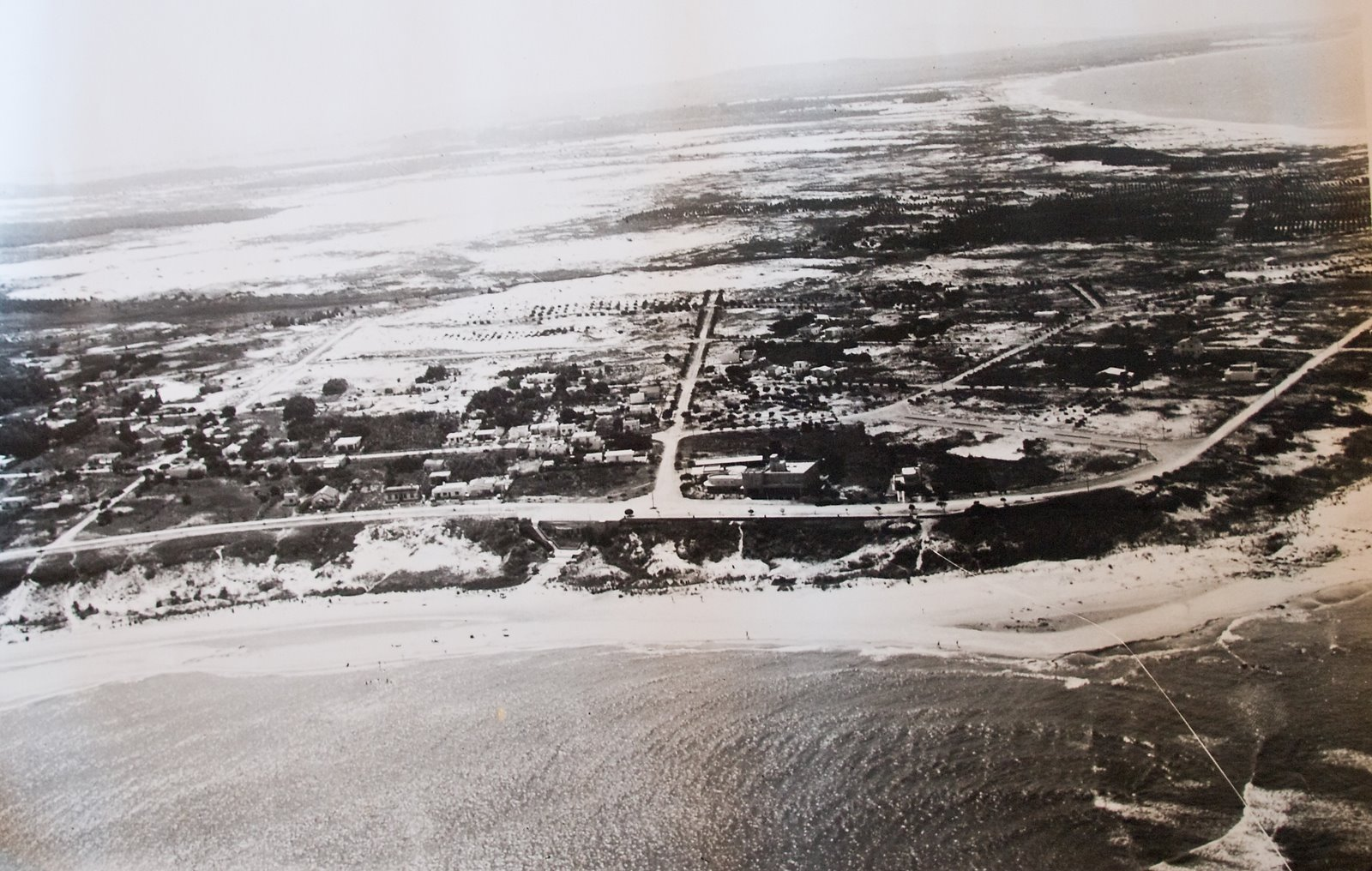
Costa Azul aéreo 1943

El actual balneario fue en sus inicios una extensión de campos y médanos, propiedad de don Juan Oillartaguerre y doña Sabina Peláez el cual fue vendido el 2 de mayo de 1902 a don Bernardo Sourbies y heredado por su hija María Sourbies en marzo de 1931. Hacia el año 1934, junto a su esposo Don Miguel Buranelli, dieron los primeros pasos en el desarrollo del nuevo balneario.
En un principio se extendió sobre 43 hectáreas al este de La Floresta y luego fue ampliado en 1947 a 162 ha, llegando hasta el límite oeste del balneario Bello Horizonte. Tuvo un rápido crecimiento y desarrollo de servicios públicos y turísticos, hotelería, calles e iluminación. Su denominación rememora los balnearios de la famosa Costa Azul francesa.

## Población
Según el censo del año 2011 el balneario contaba con una población de 965 habitantes.
| 271           | 456 | 554 | 759 | 826 | 965 |
| (Fuente: INE) |     |     |     |     |     |

## Playas
De la distribución de la costa del balneario surgen dos playas bien diferenciadas.
- Playa este
  - De arena fina y blanca, vientos predominantes, oleaje medio y profundidad con pendiente media.
- Playa oeste
  - De arena fina y blanca, vientos leves, oleaje mínimo y profundidad con poca pendiente.

## Atractivos
Las condiciones hidrográficas del extremo este de Costa Azul, en su límite con Bello Horizonte, hacen de este punto uno de los pesqueros de corvina más importantes de las costas del Río de la Plata, y en él se dan cita numerosos adeptos a este deporte.
El balneario Costa Azul cuenta también entre su oferta con zonas de camping, cabañas de alquiler y hotelería.